# Theaterplatz (Chemnitz)
Der Theaterplatz in Chemnitz liegt an der Straße der Nationen in der Nähe des Hauptbahnhofes. Ihn umschließen das König-Albert-Museum, das Opernhaus und die St. Petrikirche sowie das Hotel Chemnitzer Hof. Seinen Namen erhielt er, als das Opernhaus noch Neues Stadttheater genannt wurde.

## Geschichte

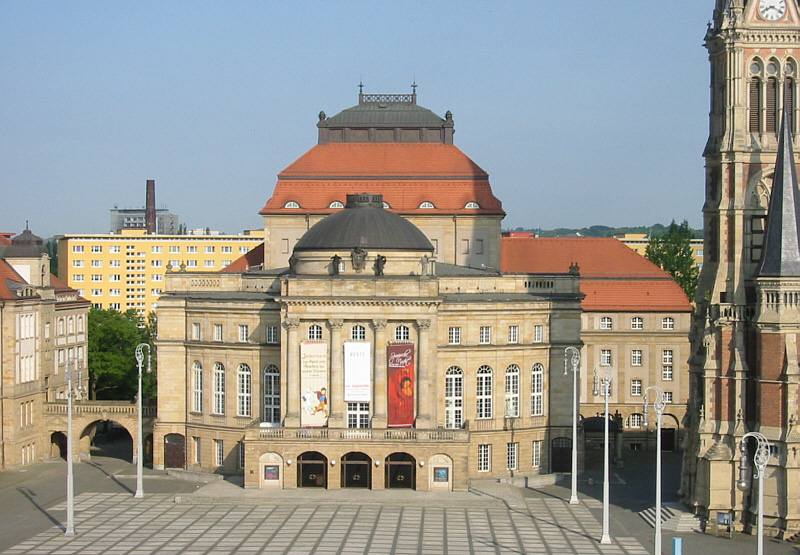
Das Chemnitzer Opernhaus

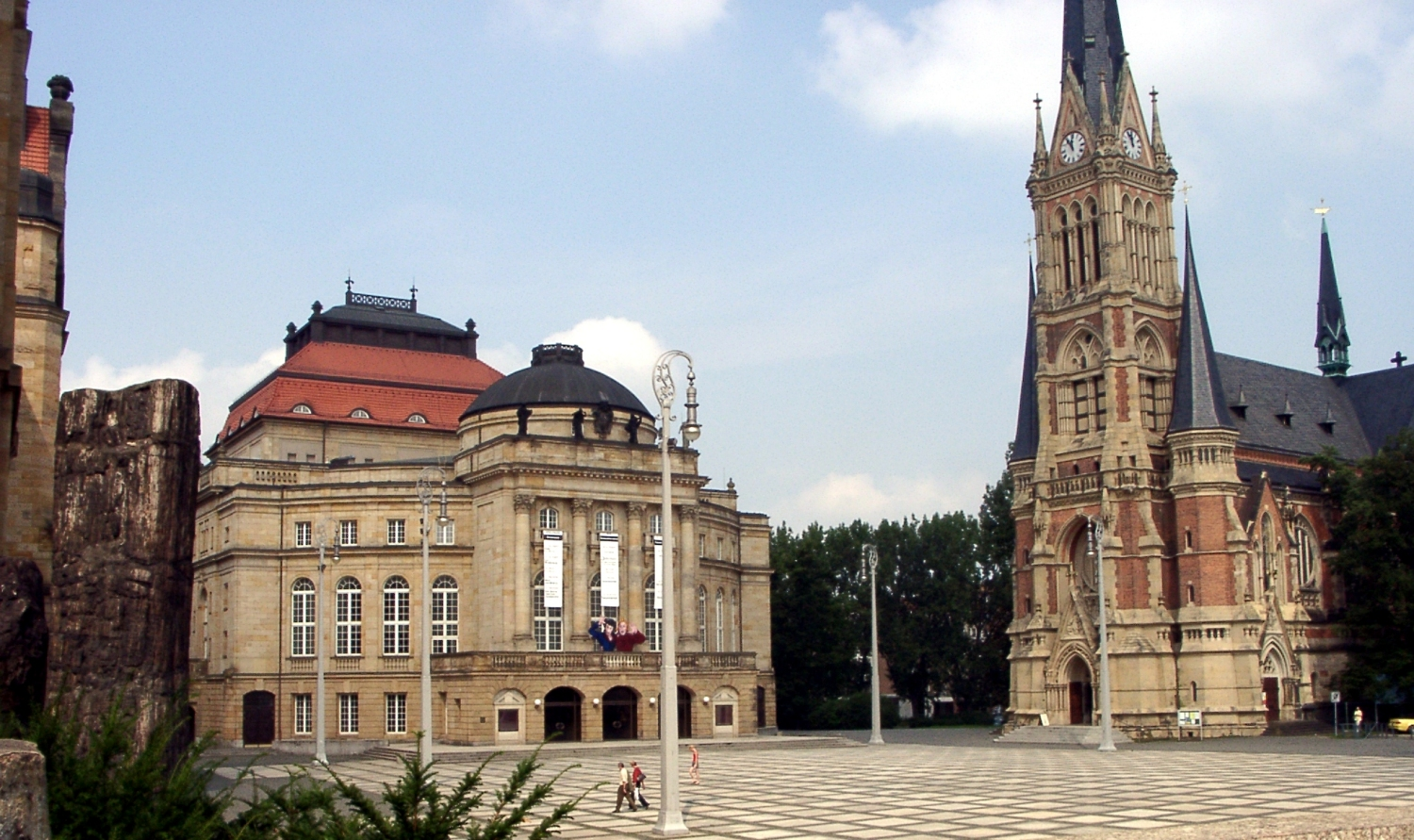
Das Opernhaus und die St. Petrikirche auf dem Theaterplatz

Einst befand sich auf dem jetzigen Gelände des Theaterplatzes der kommunale Anger bzw. Kuhanger, auf dem die Kühe weideten. Anfang des 19. Jahrhunderts wurde dann ein Teil dieses Angers bebaut. Die Aktienspinnerei, Bahnhofsanlagen und Villen wurden errichtet. Entlang des Brühls und hinter der Brückenstraße entstanden Wohnkarrees. So entstand die Chemnitzer Neustadt.
Der zentrale Teil des Angers blieb unbebaut. Es wurden Vieh- und Jahrmärkte darauf veranstaltet, für die die Marktplätze der Altstadt keinen Raum boten. Vor der Aktienspinnerei wurde Mitte des 19. Jahrhunderts ein Park angelegt und 1859 anlässlich des 100. Geburtstages von Friedrich Schiller nach ihm benannt, der der Stadt zugewandte Teil des Schillerplatzes blieb unbebaut. Dieser Teil wurde als Neustädter Markt bezeichnet.
Ende des 19. Jahrhunderts wurde als erstes Bauwerk die Petrikirche an diesem Platz errichtet. Um 1900 wurden Bauplätze für ein Museum und ein Stadttheater gesucht (der Platz bot sich förmlich an). Da der Platz an die Königsstraße (heute Straße der Nationen) grenzte, wurde er Königsplatz genannt. Nach der Novemberrevolution (im Zuge von Straßenumbenennungen) nannte man ihn Theaterplatz, und obwohl das Theater nach 1925 ein Opernhaus wurde, blieb der Name bestehen. Von 1933 bis 1945 hieß der Platz Adolf-Hitler-Platz, ab 1945 dann wieder Theaterplatz. Nach 1990 wurde unter dem Platz eine Tiefgarage gebaut, mit einem an die Straße der Nationen angrenzenden Theatron als Eingang.